# آکونک، آراگاتسوتن
آکونک (به ارمنی: Ակունք) روستایی در ارمنستان است که در استان آراگاتسوتن واقع شده‌است. آکونک در ۵۳ کیلومتری شمالغرب آشتاراک، مرکز استان آراگاتسوتن واقع شده‌است.

## خصوصیات
آکونک ۶۷۲ نفر جمعیت دارد و در ارتفاع ۱۸۵۰ متر بالاتر از سطح دریا قرار گرفته‌است.
| سال   | ۱۸۳۱ | ۱۸۷۳ | ۱۸۸۶ | ۱۹۰۹ | ۱۹۱۶  | ۱۹۲۲ | ۱۹۳۹ | ۱۹۵۹ | ۱۹۷۰ | ۱۹۷۹ | ۲۰۰۱ | ۲۰۰۴ |
| جمعیت | ۱۰   | ۵۲۶  | ۶۹۷  | ۹۹۴  | ۱٬۰۹۸ | ۳۸۸  | ۶۱۴  | ۷۸۹  | ۷۶۵  | ۶۴۴  | ۶۷۲  | ۷۳۰  |